# Számtani-mértani sorozat
A matematikában a számtani-mértani sorozatok (angolul: arithmetico–geometric sequence) olyan sorozatok, amelyek valamilyen módon általánosítják a számtani és mértani sorozatokat.

## A név kétértelműsége
Mivel az általánosítás nem csak egyféleképpen tehető meg, ezért ezen név alatt több dolog is érthető. Az angol és amerikai szakirodalomban a számtani-mértani sorozatok, azaz az arithmetico–geometric sorozatok, egy számtani és egy mértani sorozat tagonkénti összeszorzásának eredményei. Ezzel szemben a francia szakirodalomban ugyanezen név (suite arithmético-géométrique) alatt egy bizonyos lineáris rekurziót teljesítő sorozatokat értenek.

## Angol értelmezés
Az angol szakirodalomban a számtani-mértani sorozatok olyan sorozatok, amelyek egy számtani és egy mértani sorozat tagonkénti összeszorzásának eredményei. Azaz egy számtani-mértani sorozat n-edik tagja egy számtani sorozat n-edik és egy mértani sorozat n-edik tagjának szorzata. A matematika különböző területein megjelennek az ilyesféle sorozatok, például a valószínűségszámításon belül bizonyos várható érték problémáknál. Például, a
{\displaystyle {\dfrac {\color {blue}{0}}{\color {green}{1}}},\ {\dfrac {\color {blue}{1}}{\color {green}{2}}},\ {\dfrac {\color {blue}{2}}{\color {green}{4}}},\ {\dfrac {\color {blue}{3}}{\color {green}{8}}},\ {\dfrac {\color {blue}{4}}{\color {green}{16}}},\ {\dfrac {\color {blue}{5}}{\color {green}{32}}},\cdots }
sorozat egy ilyen sorozat. A számtani komponens a számlálóban jelenik meg (kékkel jelölve), míg a mértani rész a nevezőben található (zölddel jelölve).

### A sorozat tagjai
Egy a kezdőértékű, d különbségű számtani sorozat (kékkel jelölve); és egy b kezdőértékű, q hányadosú mértani sorozat (zölddel jelölve) tagonkénti összeszorzásából adódó sorozat első pár tagja a következőképpen alakul:
{\displaystyle {\begin{aligned}t_{1}&=\color {blue}a\color {green}b\\t_{2}&=\color {blue}(a+d)\color {green}bq\\t_{3}&=\color {blue}(a+2d)\color {green}bq^{2}\\&\ \,\vdots \\t_{n}&=\color {blue}[a+(n-1)d]\color {green}bq^{n-1}\end{aligned}}}

### Tagok összege
Egy számtani-mértani sorozat első n tagjának összege
{\displaystyle {\begin{aligned}S_{n}&=\sum _{k=1}^{n}t_{k}=\sum _{k=1}^{n}\left[a+(k-1)d\right]bq^{k-1}\\&=ab+[a+d]bq+[a+2d]bq^{2}+\cdots +[a+(n-1)d]bq^{n-1},\end{aligned}}}
a következő zárt képletek valamelyikével számítható:
{\displaystyle S_{n}=b\left({\frac {a-[a+nd]q^{n}}{1-q}}+dq{\frac {1-q^{n}}{(1-q)^{2}}}\right),}
{\displaystyle S_{n}=b\left({\frac {a-[a+(n-1)d]q^{n}}{1-q}}+dq{\frac {1-q^{n-1}}{(1-q)^{2}}}\right).}

#### Levezetés
A következőkben az első képlet levezetése következik. Mivel b mint szorzótényező minden tagban megtalálható, ezért elég csak a végén megszorozni az összeget b-vel, hogy a b értékét figyelembe vegyük, így a továbbiakban feltételezzük, hogy b = 1.
{\displaystyle {\begin{aligned}S_{n}&=&a+(a+d)q&+&(a+2d)q^{2}&+&(a+3d)q^{3}&+&&\dots &+(a+(n-2)d)q^{n-2}&+(a+(n-1)d)q^{n-1}&\\qS_{n}&=&aq&+&(a+d)q^{2}&+&(a+2d)q^{3}&+&&\dots &&+(a+(n-2)d)q^{n-1}&+(a+(n-1)d)q^{n}\end{aligned}}}
A két egyenletet egymásból kivonva azt kapjuk, hogy
{\displaystyle {\begin{aligned}(1-q)S_{n}&=a+d(q+q^{2}+q^{3}+\dots +q^{n-1})-(a+(n-1)d)q^{n}\\(1-q)S_{n}&=a+d(q+q^{2}+q^{3}+\dots +q^{n-1})-(a+nd-d)q^{n}\\(1-q)S_{n}&=a+d(q+q^{2}+q^{3}+\dots +q^{n-1})-(a+nd)q^{n}+dq^{n}\\(1-q)S_{n}&=a+d(q+q^{2}+q^{3}+\dots +q^{n-1}+q^{n})-(a+nd)q^{n}\\(1-q)S_{n}&=a+dq{\frac {1-q^{n}}{1-q}}-(a+nd)q^{n},\end{aligned}}}
majd az utolsó sort átrendezve megkapjuk, hogy
{\displaystyle S_{n}={\frac {a-(a+nd)q^{n}}{1-q}}+dq{\frac {1-q^{n}}{(1-q)^{2}}}.}

### Végtelen sorként
Az első n tag összegképletéből látható, hogy akkor konvergens egy végtelen számtani-mértani sor, ha |q| < 1, ekkor a határértéke
{\displaystyle \sum _{n=1}^{\infty }t_{n}=\lim _{n\rightarrow \infty }S_{n}={\frac {a}{1-q}}+{\frac {dq}{(1-q)^{2}}}.}
Ha nem teljesül a |q| < 1 feltétel, akkor a sorozat
- konvergens, ha a és d nulla, ekkor a sor összege is nulla;
- alternáló, ha q < -1 (és a vagy d nem nulla);
- divergens, ha 1 < q (és a vagy d nem nulla).

### Alkalmazás

#### Geometriai eloszlás várható értéke
A p paraméterű geometriai eloszlás várható értéke definíció szerint a következőképpen számolható:
{\displaystyle \sum _{k=1}^{\infty }k(1-p)^{k-1}p}.
Ebből a p szorzótényezőt kiemelve és fenti összegképletet alkalmazva:
{\displaystyle {\begin{aligned}p\cdot \sum _{k=1}^{\infty }k\cdot (1-p)^{k-1}&=p\cdot \left({\frac {1}{1-(1-p)}}+{\frac {1\cdot (1-p)}{\left(1-(1-p)\right)^{2}}}\right)\\&=p\cdot \left({\frac {1}{p}}+{\frac {1-p}{p^{2}}}\right)\\&=p\cdot \left({\frac {1}{p^{2}}}\right)\\&={\frac {1}{p}}\end{aligned}}}.
Valóban a geometriai eloszlás várható értékét kapjuk. Mivel az összegképlet csak {\displaystyle |q|=1-p<1} esetben alkalmazható (hiszen a sor csak ekkor konvergens), ezért a p = 0 esetet külön kell kezelni.

## Francia értelmezés
A francia szakirodalomban a számtani-mértani sorozatok olyan sorozatok, amelyek egy lineáris rekurzív relációt teljesítenek, ezáltal általánosítva a számtani és mértani sorozatokat.

### Definíció
Egy számtani-mértani sorozat a következő lineáris rekurzív relációval definiálható:
{\displaystyle a_{n}=qa_{n-1}+d\qquad (n>1),}
ahol az első tag, q és d adott.
Ha q = 1, akkor a sorozat egy számtani sorozatra, ha pedig d = 0, akkor mértani sorozatra redukálódik.
Emiatt a továbbiakban csak a q ≠ 1 esettel foglalkozunk.

### A sorozat tagjai
Először is legyen {\displaystyle A=a_{1}} és {\displaystyle D=d} a továbbiak megkönnyítése érdekében. Ahhoz, hogy ezen rekurzióhoz zárt képletet találjuk, a következő ötletet alkalmazhatjuk: tekintsük a sorozat tagjait q számrendszerbeli számoknak. Noha nem feltétlenül kapunk érvényes q számrendszerbeli számokat (hiszen A és D lehet nagyobb, mint q), ezzel a módszerrel megkönnyíthetjük egy adott és tag ábrázolását, és rögtön megkapjuk a zárt képletet. Ekkor a tagok ábrázolása q számrendszerben a következőképpen alakul:
{\displaystyle {\begin{aligned}a_{1}&=A_{q}&=Aq^{0}\\a_{2}&=AD_{q}&=Aq^{1}+Dq^{0}\\a_{3}&=ADD_{q}&=Aq^{2}+Dq^{1}+Dq^{0}\\a_{4}&=ADDD_{q}&=Aq^{3}+Dq^{2}+Dq^{1}+Dq^{0}\\&\vdots \\a_{n}&=ADD\dots D_{q}&=Aq^{n-1}+Dq^{n-2}+\dots +Dq^{0}\\\end{aligned}}}
Ez azért működik, mert a rekurzív képletben a q-val való szorzásnak olyan hatása van, mintha q számrendszerben egy helyi értékkel minden számjegyet balra toltunk volna. A d hozzáadása pedig felfogható {\displaystyle d\cdot q^{0}} hozzáadásaként, azaz tulajdonképpen az "egyesek" helyére szúrunk be d-t.
Mivel látható, hogy az n-edik tag pontosan n darab q számrendszerbeli számjegyből áll, amelyek közül a legnagyobb helyi értéken A, a többin mind D áll, ezért n-edik tag felírható a következőképpen:
{\displaystyle a_{n}=Aq^{n-1}+D(q^{n-2}+q^{n-3}+\dots +1)=a_{1}q^{n-1}+d{\frac {q^{n-1}-1}{q-1}}.}

### Tagok összege
Miután tudjuk, hogy hogyan fejezzük ki a sorozat n-edik tagját, már könnyen felírhatjuk az első n tag összegét.
{\displaystyle {\begin{aligned}a_{1}&=a_{1}\\a_{2}&=a_{1}q^{1}+d{\frac {q^{1}-1}{q-1}}\\a_{3}&=a_{1}q^{2}+d{\frac {q^{2}-1}{q-1}}\\a_{4}&=a_{1}q^{3}+d{\frac {q^{3}-1}{q-1}}\\&\vdots \\a_{n-1}&=a_{1}q^{n-2}+d{\frac {q^{n-2}-1}{q-1}}\\a_{n}&=a_{1}q^{n-1}+d{\frac {q^{n-1}-1}{q-1}}\\\end{aligned}}}
A két oldalt összeadva:
{\displaystyle {\begin{aligned}\sum _{i=1}^{n}a_{i}&=a_{1}(q^{n-1}+q^{n-2}+\dots +q^{2}+q^{1}+1)+{\frac {d}{q-1}}(q^{n-1}-1+q^{n-2}-1+\dots +q^{2}-1+q^{1}-1)\\\sum _{i=1}^{n}a_{i}&=a_{1}{\frac {q^{n}-1}{q-1}}+{\frac {d}{q-1}}\left(q{\frac {q^{n-1}-1}{q-1}}-(n-1)\right)\\\sum _{i=1}^{n}a_{i}&=a_{1}{\frac {q^{n}-1}{q-1}}+{\frac {d}{q-1}}\left({\frac {q^{n}-1}{q-1}}-n\right)\\\end{aligned}}}

### Alkalmazás

#### Egyszerű populációs modell
Számtani-mértani sorozatokkal modellezhetőek például populációk (konstans beáramlás, arányos fogyás stb.). Ha például egy városból minden évben elvándorol a lakosság tíz százaléka, de év végén mindig betelepítenek ezer embert, akkor a következő sorozattal modellezhető a város lakossága:
{\displaystyle p_{n}=0.9p_{n-1}+1000=p_{1}0.9^{n-1}+1000{\frac {0.9^{n-1}-1}{0.9-1}}.}
Ha eredetileg 50 000 fő volt az első év végén, akkor könnyen kiszámítható, hogy a ötvenedik év végén körülbelül 10 230 ember fog élni a városban.

#### Hiteltörlesztés
Megtalálhatóak pénzügyi kontextusban is: t százalékos havi kamatra felvett C összeg esetén, havi M összeg befizetése mellett, a befizetendő összeg a következő sorozattal modellezhető (befizetés előtti kamatszámítást feltételezve):
{\displaystyle {\begin{aligned}b_{0}&=C\\b_{n}&=\left(1+{\frac {t}{100}}\right)b_{n-1}-M\\&=C\left(1+{\frac {t}{100}}\right)^{n}-M{\frac {\left(1+{\frac {t}{100}}\right)^{n}-1}{\frac {t}{100}}}\end{aligned}}}
ahol {\displaystyle b_{0}} a felvett összeg, azaz az, amivel eredetileg tartozunk a banknak, a további {\displaystyle b_{n}} értékek pedig n-dik havi kamatszámítás és törlesztés után hátramaradó tartozást jelentik.
Ez alapján gyorsan kiszámítható, hogy a felvett 1 000 000 forint törlesztése, havi 5%-os kamatra és havi 75 000 forint befizetése mellett hány hónap alatt lehetséges:
{\displaystyle {\begin{aligned}0&=b_{n}\\0&=1000000\cdot 1.05^{n}-75000\cdot {\frac {1.05^{n}-1}{0.05}}\\0&=1000000\cdot 1.05^{n}-\left(1500000\cdot 1.05^{n}-1500000\right)\\500000\cdot 1.05^{n}&=1500000\\1.05^{n}&=3\\n&\approx 22,52\end{aligned}}}
Azaz a 23-dik hónap végére törleszthető a felvett összeg (azaz 23 befizetés után). Ezen idő alatt az összesen visszafizetett összeg valamivel több, mint 1 650 000 forint (ugyanis az utolsó törlesztésnél nem kell a teljes 75 000 forintot befizetni).

#### Kétállapotú Markov-láncokban
Kétállapotú Markov-láncokban a sztochasztikus mátrix a következőféleképpen felírható:
{\displaystyle {\begin{pmatrix}a&1-a\\1-b&b\end{pmatrix}}.}
Mivel
{\displaystyle (p_{n+1},q_{n+1})=(p_{n},q_{n}){\begin{pmatrix}a&1-a\\1-b&b\end{pmatrix}},}
ebből kifolyólag
{\displaystyle p_{n+1}=ap_{n}+(1-b)q_{n}.}
Viszont
{\displaystyle q_{n}=1-p_{n},}
ezért
{\displaystyle p_{n+1}=(a+b-1)p_{n}+(1-b),}
amely az explicit képlet segítségével egyszerűen számítható tetszőleges n értékre.

## Fordítás
- Ez a szócikk részben vagy egészben  az   Arithmetico–geometric sequence című angol Wikipédia-szócikk ezen változatának fordításán alapul.  Az eredeti cikk szerkesztőit annak laptörténete sorolja fel. Ez a jelzés csupán a megfogalmazás eredetét és a szerzői jogokat jelzi, nem szolgál a cikkben szereplő információk forrásmegjelöléseként.
- Ez a szócikk részben vagy egészben  a   Suite arithmético-géométrique című francia Wikipédia-szócikk ezen változatának fordításán alapul.  Az eredeti cikk szerkesztőit annak laptörténete sorolja fel. Ez a jelzés csupán a megfogalmazás eredetét és a szerzői jogokat jelzi, nem szolgál a cikkben szereplő információk forrásmegjelöléseként.